# Girl Boss Guerilla
Girl Boss Guerilla (女番長ゲリラ?, Sukeban gerira) è un film del 1972, diretto da Norifumi Suzuki. È considerato uno dei primi esempi del sottogenere pinky violence, ed è il terzo film della serie Girl Boss.

## Trama
Sachiko è la leader di una gang di motocicliste, appena arrivate a Kyoto da Shinjuku. Le ragazze vogliono appropriarsi della città e si scontrano prima con una gang maschile, quindi con una femminile capitanata da Rikka. Con l'aiuto di Nami, Sachiko riesce a battere Rika e le ragazze ottengono il controllo di tutte le gang della città, iniziando a ricattare preti e monaci buddisti.
L'avvento delle ragazze in città però non garba alla yakuza, che presto fa sentire la propria voce, e inizia a tormentare le ragazze. Sachiko intanto si innamora di un pugile, e quando la yakuza lo ucciderà la sua vendetta sarà spietata.

## Home Video
Nel 2005, Girl Boss Guerilla uscì per la prima volta in DVD, in un'edizione restaurata e rimasterizzata, in un cofanetto intitolato The Pinky Violence Collection, pubblicato dalla Panik House, con sottotitoli in lingua inglese.